# Stadelhorn
Das Stadelhorn ist mit 2286 m der höchste und zugleich markanteste Gipfel der Reiter Alm. Er liegt genau an der Grenze zwischen Bayern und Salzburg.
Das Stadelhorn ist ein etwas exponierter Wandergipfel.
Der Gipfelrundblick reicht vom Untersberg, dem Hochkalter und Watzmann über die Leoganger Steinberge und Loferer Steinberge bis zum Sonntagshorn sowie in weite Teile des Unteren Saalachtales. Darüber hinaus bietet das Stadelhorn an klaren Tagen einen Blick vom Großen Priel im Osten über Dachstein und die Hohen Tauern mit Großglockner und Großvenediger bis zur Zugspitze im Westen.
Am Fuße des Stadelhorns befinden sich auf österreichischer Seite St. Martin b. Lofer, Lofer und die Gemeinde Unken,
auf bayerischer Seite das Klausbachtal und der Hintersee.
Der Normalweg zum Stadelhorn über den Westgrat beginnt in der Mayrbergscharte (2055 m). Dorthin bestehen verschiedene Zustiegsmöglichkeiten.
Direkte Zustiege:
- über den Loferer Steig von der österreichischen Seite,
- über den Schaflsteig von der bayerischen Seite (Engert-Alm).

Zustiege über die Roßkarscharte und das obere Wagendrischelkar:
- von der Neuen Traunsteiner Hütte durch die Roßgasse oder die Steinberggasse,
- vom Hintersee über den Böselsteig.

Im Gegensatz zu seinem östlichen Nachbargipfel, dem Großen Mühlsturzhorn, hat das Stadelhorn wenig Klettereien zu bieten, wobei aber der Anstieg selbst schon Schwindelfreiheit und Trittsicherheit erfordert. Nur eine Sportklettertour durch die Südwestwand wird öfter begangen.